# Master of Puppets (sång)
"Master of Puppets" är en sång skriven av Kirk Hammett, James Hetfield, Cliff Burton och Lars Ulrich, och inspelad av thrashmetal gruppen Metallica 1986 på albumet med samma namn och släppt på singel samma år. Låten är omkring åtta och en halv minut lång (8:36) och handlar om narkotikaberoende. Låten har flera tempobyten och byter ofta mellan 4/4- och 5/4-takt. 
Master of Puppets har utsetts till världens tredje bästa heavy metal-låt av VH1.

## Uppbyggnad
- 00:00 – 01:00 ett intro på ungefär en minut
- 01:00 – 03:32 sång med två verser och två refränger
- 03:32 – 05:18 ett lugnt gitarrsolo börjar som blir hårdare allteftersom
- 05:18 – 05:45 ett kort stycke sång
- 05:45 – 06:46 gitarrsolo
- 06:46 – 07:55 sång med en vers och refräng
- 07:55 – 08:35 kort outro som tonas bort i skratt